# Mitrova
Mitrova (Servisch cyrillisch Митрова) is een plaats in de Servische gemeente Tutin. De plaats telt 996 inwoners (2002).